# Deutsche Kinderkrebsstiftung
Die Deutsche Kinderkrebsstiftung (DKS) ist eine in Bonn ansässige gemeinnützige Einrichtung, die sich für die Bekämpfung von Krebserkrankungen im Kindes- und Jugendalter engagiert und Betroffenen sowie deren Familien im Umgang mit der Krankheit hilft.

## Geschichte
1995 wurde die Deutsche Kinderkrebsstiftung vom Dachverband der regionalen Elterngruppen Deutsche Leukämie-Forschungshilfe – Aktion für krebskranke Kinder (DLFH) gegründet.
In der Nähe von Heidelberg unterhält die Deutsche Kinderkrebsstiftung seit 2003 das Waldpiraten-Camp, eine im deutschsprachigen Raum einzigartige Freizeiteinrichtung, in der sich krebskranke Kinder und Jugendliche nach der langen Therapie erholen können. Im Jahre 2004 hatte die Deutsche Kinderkrebsstiftung für das Waldpiraten-Camp den „Gesundheitspreis Rufzeichen“ erhalten.
2008 wurde das Waldpiraten-Camp mit dem Nachsorgepreis der Deutschen Kinderkrebsnachsorge ausgezeichnet. 2009 ist das Camp für krebskranke Kinder von der Standortinitiative „Deutschland – Land der Ideen“, als einer von 365 herausragenden Orten geehrt worden.
2012 wurde das in Deutschland von der Stiftung initiierte Projekt „Mutperlen“ mit dem von der Techniker Krankenkasse und Bild am Sonntag vergebenen Gesundheitspreis „pulsus award“ ausgezeichnet. Die von der DKS durchgeführte 20. Regenbogenfahrt wurde 2012 ebenfalls von der Standortinitiative „Deutschland – Land der Ideen“ als eines von 365 herausragenden Projekten in Deutschland gewürdigt und gewann in einer bundesweiten Abstimmung darüber hinaus auch den Publikumspreis dieses Wettbewerbs. Die Regenbogenfahrt der DKS ist eine jährlich stattfindende einwöchige Fahrradtour junger Erwachsener, die im Kindes- und Jugendalter selbst an Krebs erkrankt waren und bei der Tour akut erkrankte Kinder auf den an der Wegstrecke liegenden kinderonkologischen Behandlungszentren besuchen, um ihnen Mut zuzusprechen.
Im Mai 2024 erhielt die Deutsche Kinderkrebsstiftung eine neue Corporate Identity und ein anderes Logo.

## Tätigkeit
Jedes Jahr erkranken in Deutschland rund 2.200 Kinder an Krebs.
Die Deutsche Kinderkrebsstiftung sieht es als ihre Aufgabe an, betroffenen Kindern und Jugendlichen sowie ihren Familien beizustehen sowie Heilungschancen, Behandlungsmethoden und die Lebensqualität krebskranker Kinder zu verbessern. Die DLFH (Deutsche Leukämie-Forschungshilfe – Aktion für krebskranke Kinder) und die Deutsche Kinderkrebsstiftung sind Interessenvertretungen von 76 Elternvereinen in Deutschland sowie der betroffenen Familien und durch die Satzung eng miteinander verbunden. Insgesamt repräsentieren die Deutsche Kinderkrebsstiftung und die DLFH nach eigenen Angaben in Deutschland mehr als 25.000 Einzelpersonen. Die DKS hat zudem fünf Treuhandstiftungen – die Isabell-Zachert-Stiftung, die Kinder-Augen-Krebs-Stiftung (KAKS), die Norbert-Polter-Stiftung, die Stiftung des Fördervereins für krebskranke Kinder e. V. Köln und die Josepha und Heinrich-Kievernagel-Stiftung für krebskranke Kinder – unter ihrem Dach aufgenommen und verwaltet diese treuhänderisch.
Die Stiftung fördert insbesondere kliniknahe, patientenorientierte Forschungsprojekte. Rund ein Viertel der deutschen Studien zur Therapieoptimierung in der Kinderkrebsheilkunde wurden laut Jahresbericht 2008 ausschließlich von der DKS finanziert. Damit sollen die Heilungschancen verbessert, sichere Behandlungen gewährleistet, neue Therapieansätze gefunden und Spätfolgen verringert oder vermieden werden. Zu den Aufgaben der Deutschen Kinderkrebsstiftung gehört auch die finanzielle Hilfe für Familien, die durch die Krebserkrankung eines Kindes in finanzielle Schwierigkeiten geraten sind. Betroffene Familien können dabei einmalig eine finanzielle Zuwendung aus dem Sozialfonds der Deutschen Kinderkrebsstiftung erhalten. Informationsveranstaltungen für betroffene Familien und die jungen Krebspatienten sind ebenfalls Bestandteile der Arbeit der DKS.
Seit 2015 ist die Deutsche Kinderkrebsstiftung Träger der familienorientierten Reha-Einrichtung „SyltKlinik“, in der ausschließlich Familien mit einem krebskranken Kind oder Jugendlichen behandelt werden.

## Vorstand und Kuratorium
Im Aufsichtsorgan der Stiftung engagieren sich alle Mitglieder, Elterngruppen-Vertreter, Vertreter des öffentlichen Lebens und Ärzte ehrenamtlich und unentgeltlich. Vorsitzender des zwölfköpfigen Kuratoriums ist Günter Henze. Der Vorstand setzt sich zusammen aus betroffenen Eltern. Gewählt wird der Vorstand alle zwei Jahre durch die Mitgliederversammlung bzw. das Kuratorium der Stiftung.
Vorstandsmitglieder sind (Stand August 2022) Benedikt Geldmacher-Voss (Vorsitzender), Alexander Bahn (stv. Vorsitzender), Stefanie Baldes (stv. Vorsitzende), Peter Hennig, Jan Klemm, Lisa Scharping, Regina Schnabel und Astrid Zehbe.

## Geschäftsführung
- Martin Spranck (Geschäftsführer)[6]

## Finanzierung
Die Arbeit der Stiftung wird laut Jahresbericht fast ausschließlich aus Spenden und Mitgliedsbeiträgen finanziert. Neben Einzelspenden, Aktionen von Vereinen, Schulen, Organisationen und Firmen, Benefizveranstaltungen, Bußgeldern, Erbschaften und Vermächtnissen wird die Deutsche Kinderkrebsstiftung auch von Prominenten unterstützt. Die Stiftung ist berechtigt, das DZI-Spendensiegel zu führen. Das Spendensiegel wird nur an Organisationen vergeben, die sich freiwillig einem Prüfverfahren unterziehen und ihre Spendengelder nachweislich verantwortungsvoll, sparsam und transparent einsetzen.